# Pterocomma sanpunum
Pterocomma sanpunum är en insektsart. Pterocomma sanpunum ingår i släktet Pterocomma och familjen långrörsbladlöss. Inga underarter finns listade i Catalogue of Life.